# Wasserwerk Tegel
Wasserwerk Tegel este o arie protejată (arie specială de conservare — SAC, sit de importanță comunitară — SCI) din Germania întinsă pe o suprafață de 0,73 ha, integral pe uscat.

## Localizare
Centrul sitului Wasserwerk Tegel este situat la coordonatele 52°34′34″N 13°16′12″E / 52.5761°N 13.27°E.

## Înființare
Situl Wasserwerk Tegel a fost declarat sit de importanță comunitară în martie 2001 pentru a proteja 1 specie de animale. Situl a fost protejat și ca arie specială de conservare în martie 2010.

## Biodiversitate
Situată în ecoregiunea continentală, aria protejată conține 1 habitat natural: Fânețe de joasă altitudine (Alopecurus pratensis, Sanguisorba officinalis).
La baza desemnării sitului se află o specie protejată de  mamifere: liliac comun (Myotis myotis)
Pe lângă speciile protejate, pe teritoriul sitului au mai fost identificate 3 specii de mamifere.